# Hansen Dam
Der Hansen Dam ist ein Staudamm im Nordosten des San Fernando Valley in der US-amerikanischen Großstadt Los Angeles der dem Hochwasserschutz dient. Der Damm und das umliegende Erholungsgebiet gehören zum Stadtteil Lake View Terrace.

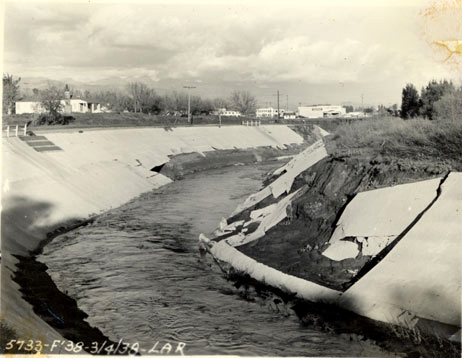
Während des Hochwassers 1938 verursachte Schäden am Bett des Tujunga Wash.

1938 kam es in Los Angeles zu erheblichen Überschwemmungen. Daraufhin wurden das U.S. Army Corps of Engineers und die Wasserverwaltung der Stadt beauftragt, ein System zu entwickeln, um solche Flutkatastrophen zukünftig zu verhindern. Neben der Einfassung des Los Angeles Rivers und seiner Zuflüsse in Flutkontrollbecken, sah der Plan die Errichtung von Stauwehren vor, um nach Starkregen auftretendes Flutwasser aufzufangen. Einer dieser Dämme ist der Hansen Dam, der so Flutgefahren entlang des Tujunga Wash verhindert.

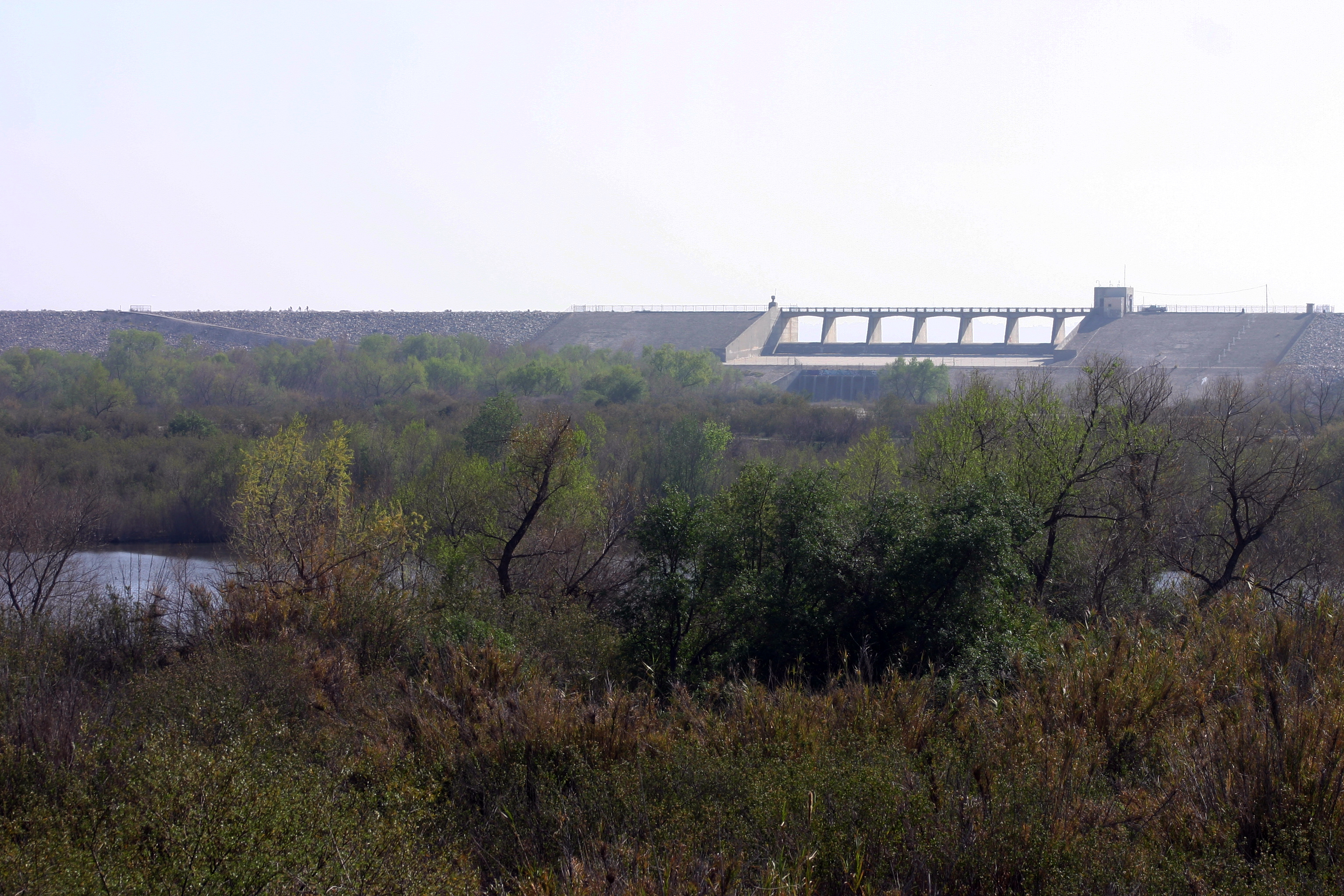
Hansen Dam, Lake View Terrace

 Als der Damm 1940 fertiggestellt war, war er das größte Bauwerk seiner Art weltweit. Die Errichtung erforderte die Arbeitskraft von etwa 1000 Männern.
Die Anlage ist hufeisenförmig gebaut und an seiner Basis etwa eine Viertelmeile stark. Er ist nicht konzipiert Flutwasser aufzufangen, sondern zu verlangsamen und erst allmählich in ein Reservoir, das gelegentlich auch als Hansen Lake bezeichnet wird, abzugeben. Die Staumauer verbindet die Verdugo Mountains am Ostende mit dem Vorgebirge der San Gabriel Mountains.
Benannt wurde der Damm nach den Pferdezüchtern Homer und Marie Hansen die dort im 19. Jahrhundert eine Farm gegründet hatten. Diese Farm im Tujunga Canyon war 1931 zu einem Erholungsgebiet erklärt worden.